# Музеј уметности у Сао Паулу
Музеј уметности у Сао Паулу, познат и као МАСП (порт. Museu de Arte de São Paulo - MASP) је познати музеј у Сао Паулу где се налази најважнија збирка уметнина у Јужној Америци.
Основао га је 1947. предузетник Асис Шатобријан са Пјетром Маријом Барди. У њему се чува колекција од око 8.000 уметничких дела, а отворен је 1968.